# Chonemorpha splendens
Chonemorpha splendens là một loài thực vật có hoa trong họ La bố ma. Loài này được Chun & Tsiang mô tả khoa học đầu tiên năm 1934.